# Teulisna plagiata
Teulisna plagiata là một loài bướm đêm thuộc phân họ Arctiinae, họ Erebidae.